# 朴康洙
朴康洙（韩语：／ Pak Gang-soo，1959年6月21日—）是大韓民國的政治人物，現任第45任首爾特別市麻浦區區廳長。

## 事件

### 被指控違反建築停車法
2022年7月，某市民團體表示，朴康洙區長非法整修自家大樓內的停車場，並租用商業大樓賺取租金收入，但麻浦區以注意到是區長為由，沒有採取任何法律行動,被指控違規。
據了解，位於上水洞的朴區長所擁有的建築物在沒有確保合法停車位的情況下被挪作他用。
爭議出現後，麻浦區立刻採取了糾正措施，朴區長採取糾正措施，控告也隨之撤回。

### 違反公務員選舉法
11月8日，朴康洙區長因涉嫌在第8次地方選舉前於5月25日訪問麻浦區廳廳室和保健所進行競選活動而被起訴。此舉違反了公职选举法第106條。
朴區長稱，他在參觀麻浦區民政廳時，只是與工作人員進行了禮節性問候，沒有穿競選服、肩帶，也沒有傳遞名片。如果將他移交審判並處以100萬韓元的罰款，他將失去區長職位。
2022年11月26日，首爾西區地方檢察廳第5刑部以未拘留的方式起訴朴區長。